# Сейшал (приход)
Сейшал (порт. Seixal) — приход (фрегезия) в Португалии, входит в округ Сетубал. Является составной частью муниципалитета Сейшал. Находится в составе крупной городской агломерации Большой Лиссабон. По старому административному делению входил в провинцию Эштремадура. Входит в экономико-статистический субрегион Полуостров Сетубал, который входит в Лиссабонский регион. Население составляет 2506 человек на 2001 год. Занимает площадь 2,37 км².
Покровителем прихода считается Дева Мария (порт. Maria).